# Бомон сир Сер
Бомон сир Сер (фр. Bosmont-sur-Serre) насеље је и општина у североисточној Француској у региону Пикардија, у департману Ен (Пикардија) која припада префектури Лаон.
По подацима из 2011. године у општини је живело 207 становника, а густина насељености је износила 21,38 становника/km². Општина се простире на површини од 9,68 km². Налази се на средњој надморској висини од 85 метара (максималној 172 m, а минималној 87 m).

## Демографија
| 1962. | 1968. | 1975. | 1982. | 1990. | 1999. | 2011. |
| ----- | ----- | ----- | ----- | ----- | ----- | ----- |
| 309   | 313   | 270   | 251   | 197   | 190   | 207   |

График промене броја становника у току последњих година